# وایسنزه
وایسنزی (به آلمانی: Weissensee) یک منطقهٔ مسکونی در اتریش است که در ناحیه اشپیتال آن در دراو واقع شده‌است. وایسنزی ۷۶۸ نفر جمعیت دارد.